# Shinkansen-Baureihe 952
Die Shinkansen-Baureihe 952/953 (jap. 新幹線952形・953形電車) war ein neun-teiliger von der JR East betriebener Versuchs-Triebzug, der unter dem Akronym STAR 21 bekannt war. Das Akronym bildete sich aus Superior Train for the Advanced Railway toward the 21st century (deutsch:„Überlegener Zug für die fortschrittliche Eisenbahn auf dem Weg ins 21. Jahrhundert“) bildete. Der Zug bestand aus zwei unterschiedlichen Halbzügen, die je eine eigene Baureihenbezeichnung trugen. Der Halbzug der Baureihe 952 bestand aus vier Wagen mit konventionell angeordneten Drehgestellen, der Halbzug der Baureihe 953 bestand aus fünf Wagen, die von Jakobsdrehgestellen getragen wurden. Bei Versuchsfahrten erreichte der Zug eine Höchstgeschwindigkeit von 425 km/h.

## Geschichte
Anfang der 1990er Jahre bauten die drei Bahngesellschaften JR East, JR Central und JR West je einen Versuchszug zur Erprobung der Technologie für einen kommerziellen Betrieb mit Geschwindigkeiten von 350 km/h oder höher. Im Vordergrund standen die Themen Lärm, Tunnelknall, Druckwellen im Tunnel bei Begegnungen und Bodenerschütterungen. Diese Züge stellten auch neue Geschwindigkeitsrekorde auf: der WIN350 von JR West erreichte 350,4 km/h im August 1992, der STAR21 von JR East erreichte 425 km/h im Dezember 1993 und der 300X von JR Central 433 km/h im Juli 1996. Der letzte Rekord wurde erst im April 2007 vom TGV V150 eingestellt.
Der STAR 21 war der Versuchszug der JR East, der im März 1992 an die Bahngesellschaft ausgeliefert wurde und am 2. April 1992 offiziell der Presse vorgestellt wurde. Danach wurde der Zug für Versuchsfahrten auf der Jōetsu-Linie eingesetzt, wo die neu entwickelten Drehgestellen und Wagenkasten auf ihre Eignung für einen kommerziellen Betrieb mit der höheren Geschwindigkeit untersucht wurden.
Der Zug erreichte am 30. Oktober 1992 zwischen Urasa und Niigata die Höchstgeschwindigkeit von 353 km/h und stellte somit den zuvor vom WIN350 aufgestellten japanischen Geschwindigkeitsrekord von August desselben Jahres ein. Am 1. November 1992 erreichte der Zug zwischen Tsubame-Sanjō und Niigata 358 km/h.
1993 wurde die Leistung des Zuges erhöht, indem alle Achsen mit Fahrmotoren ausgerüstet wurden. Weitere Rekordfahrten folgten noch im selben Jahr: am 13. Dezember erreichte der Zug erstmals 400 km/h, am 21. Dezember stellte er den Rekord von 425 km/h auf – ebenfalls zwischen Tsubame-Sanjō und Niigata. Dieser Rekord wurde erst im Juli 1996 durch den 300X gebrochen.
Der Versuchszug wurde 1998 offiziell ausgemustert.

### Verbleib

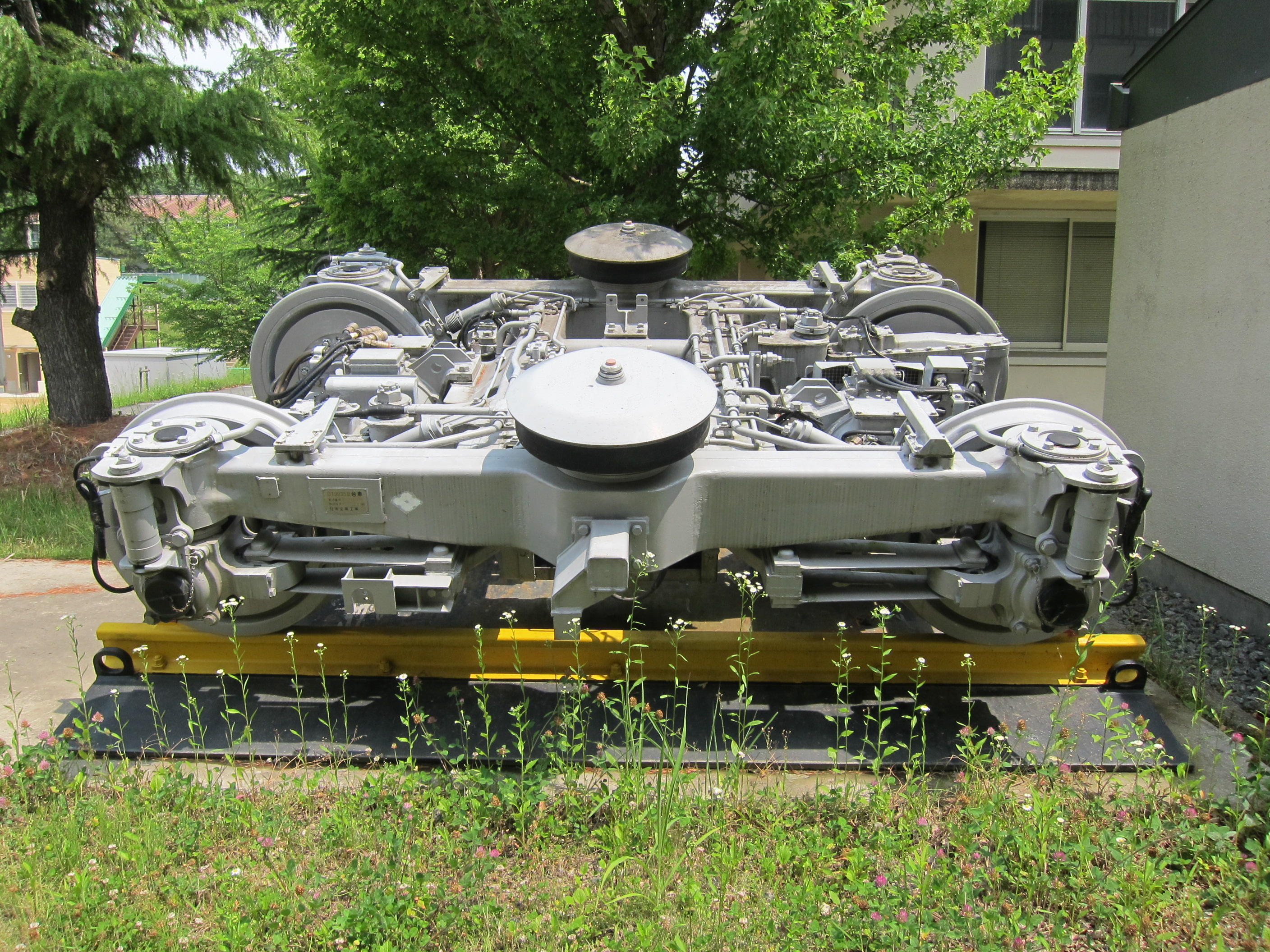
Drehgestell Typ DT9035B von Sumitomo, das unter dem STAR 21 erprobt wurde.

Der Endwagen der Baureihe 952 ist zusammen mit je einem Endwagen des 300X und des WIN350 beim Windkanal des Railway Technical Research Institute bei Maibara  aufgestellt. Die Wagen 5 und 9 des Zuges, welche zur Baureihe 953 gehören, sind im Shinkansen-Depot Sendai  ausgestellt. Sumitomo schenkte der Nara National College of Technology  ein Drehgestell des Zuges, das dort ausgestellt ist.

## Technische Merkmale

### Zugbildung
Der Zug bestand aus den Wagen 1 bis 4 mit konventionellen Drehgestellen, die als Baureihe 952 bezeichnet wurden, und den Wagen 5 bis 9 mit Jakobsdrehgestellen, die als Baureihe 953 bezeichnet wurden. Der Zug war mit acht verschiedenen Drehgestelle ausgerüstet. Der Zug war mit zwei Stromabnehmern ausgerüstet die auf den Wagen 3 und 7 in kaminartigen aerodynamischen Verkleidungen montiert waren. Der Antrieb des Zuges erfolgte mit Drehstrommotoren, die von Frequenzumrichtern in GTO-Technik mit Spannung versorgt wurden.
Er wurde in der folgenden Formation 1992 an die JR East geliefert:
| Wagen       | 1      | 2      | 3      | 4      | 5      | 6      | 7      | 8      | 9      |
| ----------- | ------ | ------ | ------ | ------ | ------ | ------ | ------ | ------ | ------ |
| Bezeichnung | Tc     | M      | M'     | Ts     | T      | M      | M'     | M      | M'c    |
| Wagen Nr.   | 952-1  | 952-2  | 952-3  | 952-4  | 953-1  | 953-2  | 953-3  | 953-4  | 953-5  |
| Sitzplätze  | 56     | 63     | 72     | 34     | 56     | 48     | 48     | 48     | 46     |
| Gewicht (t) | 30,0   | 29,9   | 33,2   | 25,5   | 19,4   | 20,7   | 21,4   | 20,4   | 27,0   |
| Länge (mm)  | 26.250 | 25.000 | 25.000 | 25.000 | 22.250 | 18.500 | 18.500 | 18.500 | 25.500 |

1993 wurde der Zug mit Fahrmotoren an allen Achsen versehen um eine höhere Antriebsleistung zu erreichen. Beim Umbau wurde der ehemalige Wagen 3 zum Wagen 4.

### Wagenkasten
Um den Luftwiderstand zu reduzieren, waren die Wagen 40 cm weniger hoch und 20 cm schmäler gebaut als diejenigen der damals im Einsatz stehenden Züge der Shinkansen-Baureihe 0. Die von Nippon Sharyo gebauten Wagen 1 bis 3 hatten Kasten aus geschweißten Aluminium-Strangpressprofilen, die von Hitachi gebauten Wagen 4 und 5 hatten solche aus Aluminium-Wabenplatten und die Wagen 6 bis 9 von Kawasaki einen solchen aus Duraluminium, der ähnlich einem Flugzeugrumpfe aufgebaut war. Die Endwagen hatten eine keilförmige seitlich nur leicht eingezogene Kopfform, wobei diejenige der Baureihe 952 sich geringfügig von derjenigen der Baureihe 953 unterscheidet. Die Drehgestelle sind zur Vermeidung von aerodynamischen Geräuschen mit Schürzen vollständig abgedeckt.
Alle Wagen hatten eine Sitzplatzanordnung 2+2 außer dem Wagen 4, wo die Green Class mit einer Sitzplatzanordnung 2+1 untergebracht war. Im Wagen 2 war ein Mehrzweckraum und ein Rollstuhlabteil untergebracht.

### Anstrich
Die Wagen 1 bis 4 und der halbe Wagen 5 trugen einen hellgrünen Anstrich, der Rest des Wagens 5, sowie Wagen 6 und die Hälfte des Wagen 7 waren Schneegrau, der Rest des Zuges Beige. Über die ganze Länge des Zuges zog sich ein hellblaues Fensterband.